# Liste des monuments historiques de Bastia
Ce tableau présente la liste de tous les monuments historiques classés ou inscrits dans la ville de Bastia en Haute-Corse.

## Liste
| Monument                                                                        | Adresse                                                                  | Coordonnées                      | Notice         | Protection     | Date      | Illustration                                                                    |
| ------------------------------------------------------------------------------- | ------------------------------------------------------------------------ | -------------------------------- | -------------- | -------------- | --------- | ------------------------------------------------------------------------------- |
| Boutique Mattei                                                                 | 15 boulevard du Général-de-Gaulle                                        | 42° 42′ 05″ nord, 9° 27′ 03″ est | « PA2B000029 » | Inscrit        | 2016      | Image manquante Téléverser                                                      |
| Chapelle Notre-Dame                                                             | Chemin de Scala Santa                                                    | 42° 41′ 26″ nord, 9° 26′ 18″ est | « PA00135318 » | Inscrit        | 1995      | Chapelle Notre-Dame                                                             |
| Citadelle de Bastia et Palais des Gouverneurs                                   |                                                                          | 42° 41′ 37″ nord, 9° 27′ 04″ est | « PA00099158 » | Classé Inscrit | 1977 2023 | Citadelle de Bastia et Palais des Gouverneurs                                   |
| Église de la Conception                                                         | Rue Napoléon Ruelle de la Création                                       | 42° 41′ 51″ nord, 9° 27′ 00″ est | « PA00099159 » | Classé         | 2000      | Église de la Conception                                                         |
| Église Notre-Dame-des-Victoires                                                 | Place Notre-Dame-des-Victoires                                           | 42° 40′ 51″ nord, 9° 26′ 28″ est | « PA2B000013 » | Inscrit        | 2008      | Église Notre-Dame-des-Victoires                                                 |
| Église Saint-Charles-Borromée                                                   | Rue Jean-Baptiste-de-Caraffa                                             | 42° 41′ 43″ nord, 9° 26′ 51″ est | « PA2B000006 » | Inscrit        | 2007      | Église Saint-Charles-Borromée                                                   |
| Église Sainte-Croix                                                             |                                                                          | 42° 41′ 33″ nord, 9° 27′ 08″ est | « PA00099161 » | Classé         | 1931      | Église Sainte-Croix                                                             |
| Église Saint-Étienne                                                            | Piazza di a Chjesa Cardo                                                 | 42° 42′ 09″ nord, 9° 25′ 39″ est | « PA00125388 » | Inscrit        | 1993      | Église Saint-Étienne                                                            |
| Église Saint-Étienne                                                            | Piazza di a Chjesa Cardo                                                 | 42° 42′ 09″ nord, 9° 25′ 39″ est | « PA00099179 » | Inscrit        | 1927      | Église Saint-Étienne                                                            |
| Église Saint-Jean-Baptiste                                                      |                                                                          | 42° 41′ 49″ nord, 9° 27′ 01″ est | « PA00099160 » | Classé         | 2000      | Église Saint-Jean-Baptiste                                                      |
| Immeuble Orenga-Roncajolo                                                       | 2-et-2b cours Henri-Pierangeli; place Saint-Nicolas; rue Luiggi-Giafferi | 42° 41′ 57″ nord, 9° 27′ 03″ est | « PA2B000046 » | Inscrit        | 2024      | Image manquante Téléverser                                                      |
| Maison Castagnola                                                               | 4 rue des Terrasses                                                      | 42° 41′ 48″ nord, 9° 26′ 58″ est | « PA00125389 » | Inscrit        | 1993      | Maison Castagnola                                                               |
| Oratoire Saint-Roch                                                             | Rue Napoléon                                                             | 42° 41′ 54″ nord, 9° 27′ 01″ est | « PA2B000007 » | Classé         | 2007      | Oratoire Saint-Roch                                                             |
| Palais Caraffa                                                                  | 2-4 rue Chanoine Letteron                                                | 42° 41′ 42″ nord, 9° 26′ 52″ est | « PA2B000017 » | Inscrit        | 2018 2022 | Palais Caraffa                                                                  |
| Palais de justice                                                               | Rond-point Moro-Giafferi                                                 | 42° 41′ 43″ nord, 9° 26′ 46″ est | « PA00099163 » | Inscrit        | 1979 1992 | Palais de justice                                                               |
| Pro-cathédrale Sainte-Marie                                                     |                                                                          | 42° 41′ 33″ nord, 9° 27′ 06″ est | « PA00099162 » | Classé         | 2000      | Pro-cathédrale Sainte-Marie                                                     |
| Ensemble constitué de la rampe Saint-Charles, de l'escalier et du jardin Romieu |                                                                          | 42° 41′ 39″ nord, 9° 27′ 05″ est | « PA2B000039 » | Inscrit        | 2017      | Ensemble constitué de la rampe Saint-Charles, de l'escalier et du jardin Romieu |
| Statue de Napoleon Ier                                                          | Place Saint-Nicolas                                                      | 42° 41′ 59″ nord, 9° 27′ 03″ est | « PA2B000012 » | Classé         | 2010      | Statue de Napoleon Ier                                                          |
| Tombeau Benedetti                                                               | Avenue de la libération                                                  | 42° 40′ 58″ nord, 9° 26′ 42″ est | « PA2B000045 » | Inscrit        | 2021      | Image manquante Téléverser                                                      |